# Anton Pace von Friedensberg

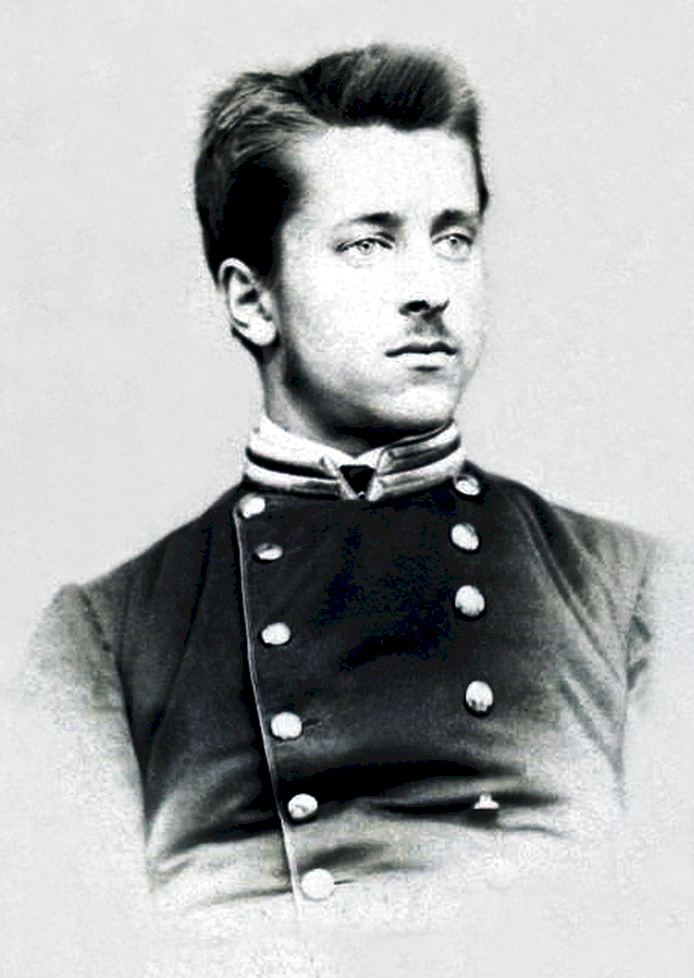
Anton Graf Pace, Freiherr von Friedensberg

Anton Graf Pace, Freiherr von Friedensberg (* 14. November 1851 auf Burg Thurn-Gallenstein bei Heiligenkreuz, Grafschaft Görz; † 29. Dezember 1923 in Wien) war ein k.u.k. Geheimer Rat, hoher österreichischer Verwaltungsbeamter, Politiker, unter anderem Landespräsident der Bukowina, später Mitglied des Herrenhauses des österreichischen Reichsrats auf Lebenszeit und Autor.

## Biographie

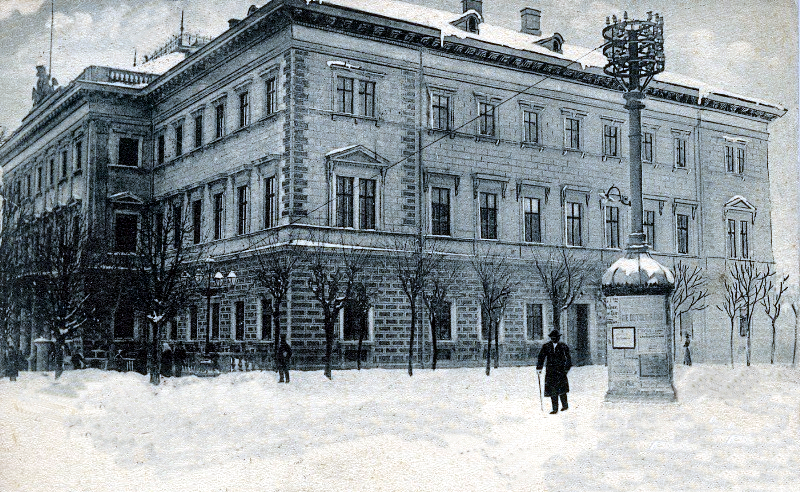
Sitz der Landesregierung der Bukowina 1873–1905

Der Sohn des Karl Maria Philipp Graf Pace von Friedensberg legte sein Abitur 1870 ab und studierte danach Rechtswissenschaften an der Universität Graz. Während seines Studiums wurde er 1870 Mitglied der Grazer Burschenschaft Stiria, mit der er zwei Pistolenduelle bestritt.
Er trat 1874 in der Krain in den Staatsdienst ein, wurde 1883 Bezirkshauptmann von Loitsch. Danach diente er als Ministerialsekretär im Ministerium des Inneren, war 1888 Statthaltereirat in Graz.
Seine kurze Karriere in der Bukowina begann er mit seiner 1889 erfolgten Versetzung, bei gleichzeitiger Verleihung des Titels und Charakters eines Hofrats, in das Herzogtum. Er führte bereits ab dem 2. August 1890 die Amtsgeschäfte des erkrankten Landespräsidenten Felix Freiherr Pino von Friedenthal, wurde in Folge am 9. Jänner 1891 Leiter der Landesregierung und 1. August 1891 zum neuen Landespräsidenten des Herzogtums Bukowina bestimmt. Dieses Amt übte er nur kurz aus. Beeinflusst von deutschsprachigen und polnischen Kreisen hatte Pace begonnen, den Gebrauch der rumänischen Sprache in Verwaltung und Justiz einzuschränken. Auch hatte er sich öffentlich, trotz vorheriger Zusagen, dem rumänisch-nationalen Programm des Erzbischofs von Czernowitz sowie Metropoliten der Bukowina und Dalmatiens Sylvester Morariu-Andriewicz und seinen Bestrebungen um die kirchliche Autonomie widersetzt. Das führte dazu, dass angeführt vom Vorsitzenden der Rumänischen Konservativen Partei und Landeshauptmann des Herzogtums Freiherr Alexander Wassilko von Serecki, der Bukowiner Adel, und eben auch der orthodoxe Patriarch dem vom Landespräsidenten gegebenen Ballfest im Februar 1892 fernblieben. In der Begründung bezichtigte Landeshauptmann Wassilko Pace des inkorrekten sozialen Verhaltens. Obwohl sich die beiden Politiker danach ausgesprochen und den Konflikt beigelegt hatten, sogar später bis zum jähen Tod des Landeshauptmanns in Kontakt blieben, war Pace wegen seines undiplomatischen Verhaltens nicht mehr auf dem Posten zu halten und wurde am 17. Mai 1892 abberufen. Interessanterweise erhielt er vom überwiegend nichtrumänischen Czernowitzer Stadtrat die Ehrenbürgerschaft.
Obwohl Pace im Gegensatz zu seinem Nachfolger Franz Freiherr von Krauß, der mit einem hohen Orden für seine Tätigkeit als Polizeipräsident geehrt worden war, bei seinem Ausscheiden keinerlei Ehrung erhielt (ein Umstand der für viel Beachtung sorgte), tat das erlittene Missgeschick seiner Verwaltungskarriere jedoch keinen Abbruch. Der Graf durfte die Position des Vizepräsidenten des Obersten Rechnungshofes in Wien einnehmen, wurde 1897 mit dem Titel eines Geheimen Rates geehrt und wechselte sodann im Jahr 1900 als Sektionschef ins Innenministerium, wo er bis zu seiner Pensionierung 1905 blieb.
Nichtsdestotrotz engagierte er sich auch danach politisch und verwaltungsspezifisch. Am 27. Dezember 1909 wurde er zum Mitglied des Herrenhauses des österreichischen Reichsrats auf Lebenszeit ernannt und war von 1911 bis 1914 Vizepräsident der Kommission zur Beschleunigung der Rechtsreform. Für sein Schaffen wurde er unter anderem mit dem Orden der Eisernen Krone 2. Klasse (1898) sowie dem Großkreuz des Kaiserlich-Österreichischen Franz-Joseph-Ordens (1901) dekoriert.
Graf von Pace galt als führender Experte auf dem Gebiet des Verwaltungsrechts. So schuf er eine neue Rechtsordnung für das Ministerium des Inneren und arbeitete Ernst Mayerhofers sechsbändiges „Handbuch für den politischen Verwaltungsdienst“ völlig um. Er war auch seit frühester Jugend dem slowenischen Volk und seiner Literatur eng verbunden, was seinem Hauslehrer Fran Levstik, einem slowenischen Dichter, Sprachforscher und Kulturpolitiker, zu verdanken war. Er war einer der besten Übersetzer des wohl berühmtesten slowenischen Dichters France Prešeren (Franz Preschern). Pace gab bereits in seiner Jugend als Gymnasiast die Übersetzung eines Gedichtbands des Autors in deutscher Sprache heraus (1869).

## Familie
Anton war der Sohn des Karl Maria Philipp Graf Pace Freiherr von Friedensberg (* 24. Februar 1821 in Thurn-Gallenstein; † 30. Mai 1884 ebenda) und der Kamilla Freiin Schweiger von Lerchenfeld (* 11. Januar 1822 in Rupertshof; † 25. Juni 1899 in Thurn-Gallenstein). Er heiratete Marie Freiin von Winckler (* 31. Dezember 1864 in Görz; † 24. April 1905 in Wien). Das Ehepaar hatte zwei Kinder, Melitta Maria Kamilla, Gräfin Pace (* 24. März 1891 in Czernowitz † 28. April 1942 in Graz) und Carlo Maria Alfred (* 10. Dezember 1892 in Wien).